# Hoppefeesten
De Hoppefeesten zijn feesten die driejaarlijks half september georganiseerd worden in het West-Vlaamse Poperinge, België.

## Geschiedenis
De Internationale Hoppefeesten zijn gebaseerd op een lange traditie. In de regio van Poperinge wordt vermoedelijk al sinds de 8e eeuw hop geteeld. Jaarlijks kwamen er duizenden vreemde plukkers, in de volksmond vrimde plokkers genoemd, in september naar Poperinge afgezakt voor de hoppepluk. Als de oogst eenmaal binnen was, werd dit gevierd met een Hommelpapfeest. 
Toen in 1955 de machinale pluk zijn intrede deed, was er maar een klein aantal plukkers meer nodig. Omdat men de traditie van het Hommelpapfeest desondanks in ere wilde houden, besloot het comité van Handel en Nering in samenwerking met het stadsbestuur in 1956 een hoppestoet te organiseren. Tot 1960 werd deze stoet jaarlijks georganiseerd en daarna slechts driejaarlijks.
Er wordt telkens een hoppekoningin gekozen en het hoogtepunt van de feesten is de hoppestoet op zondag met een tachtigtal groepen, een veertigtal praalwagens en veertienhonderd figuranten. Met ingang van 2011 werd de naam veranderd in Bier- en Hoppefeesten.

## Hoppestoet

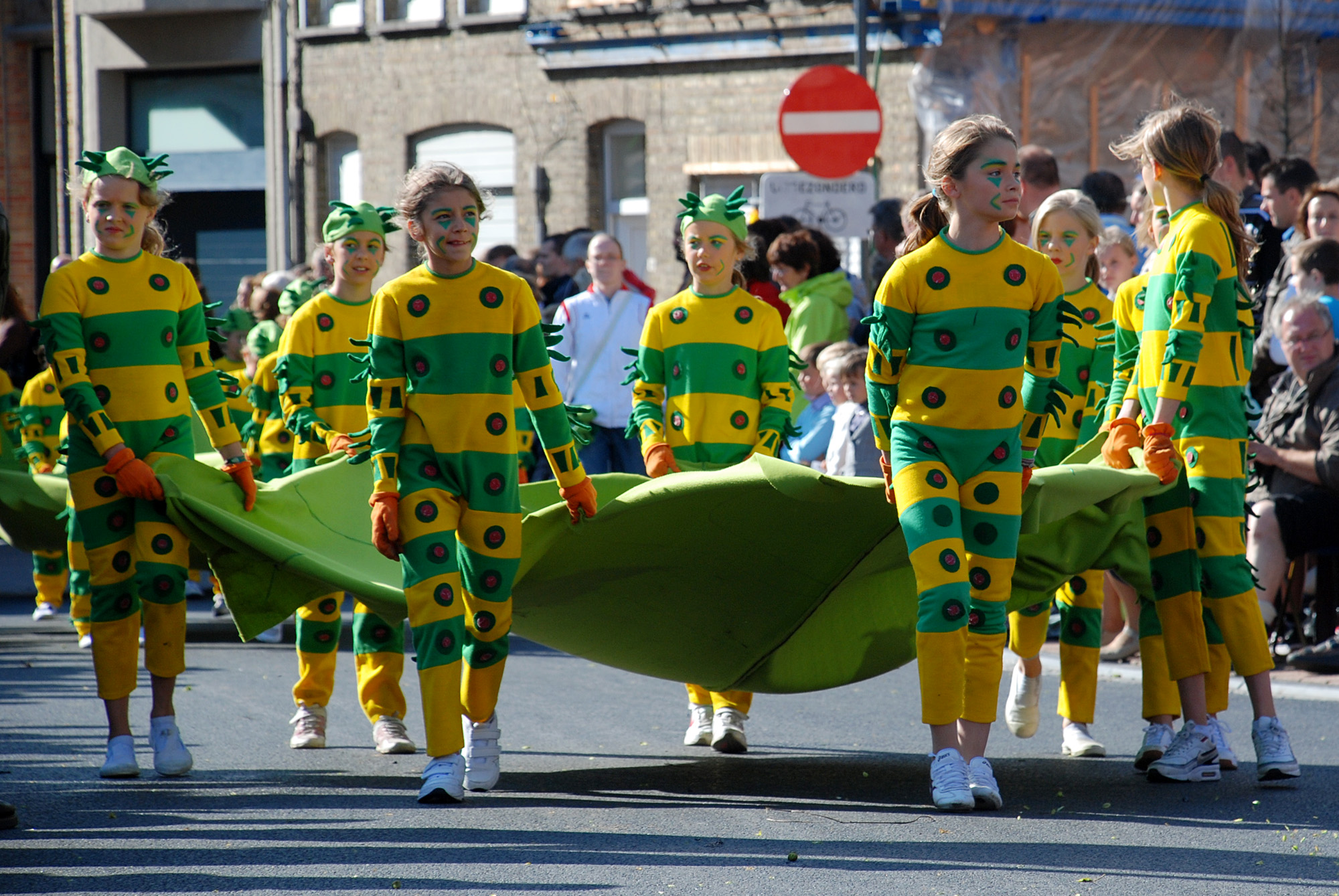
Rupsen
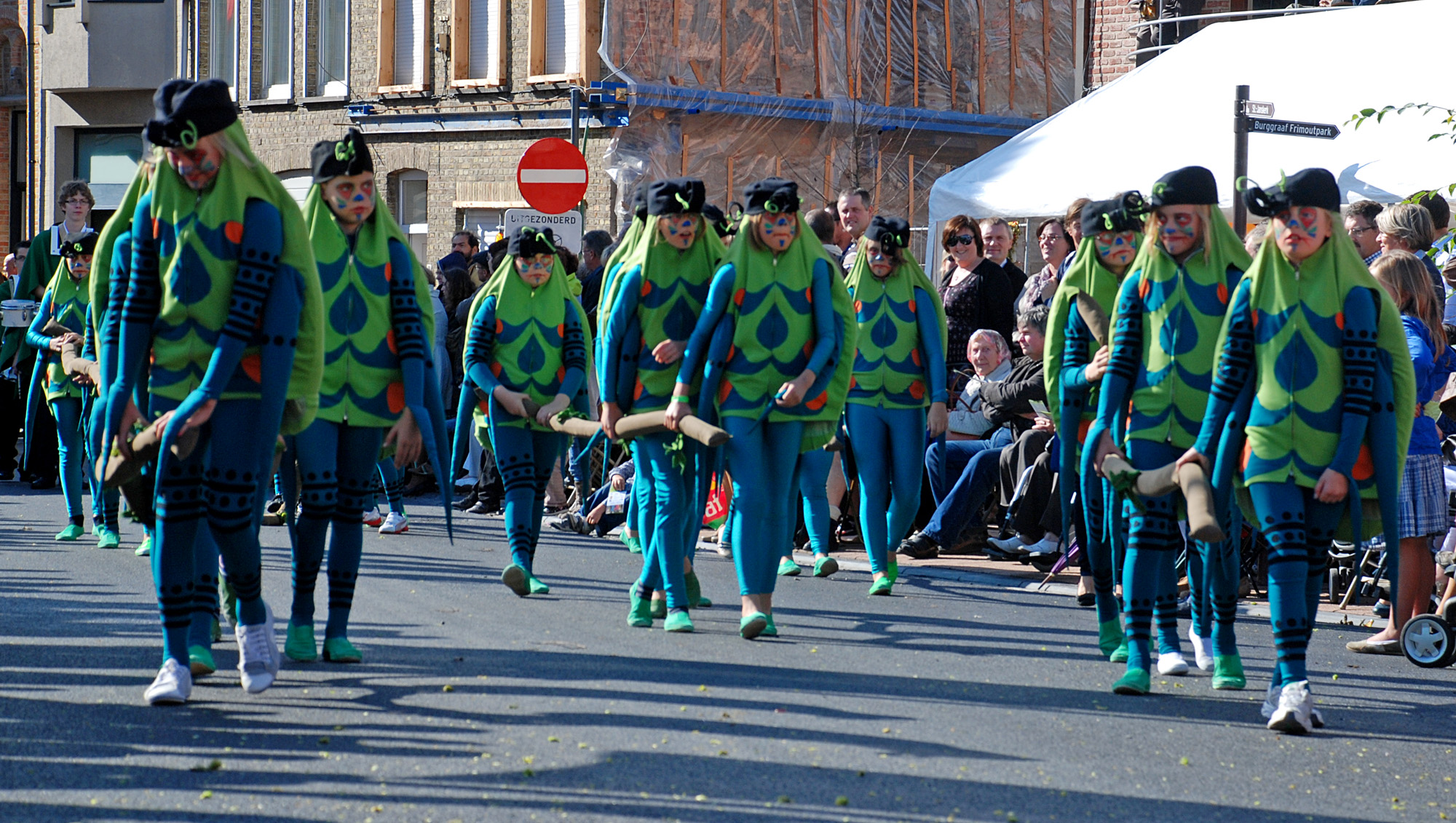
Bladluizen
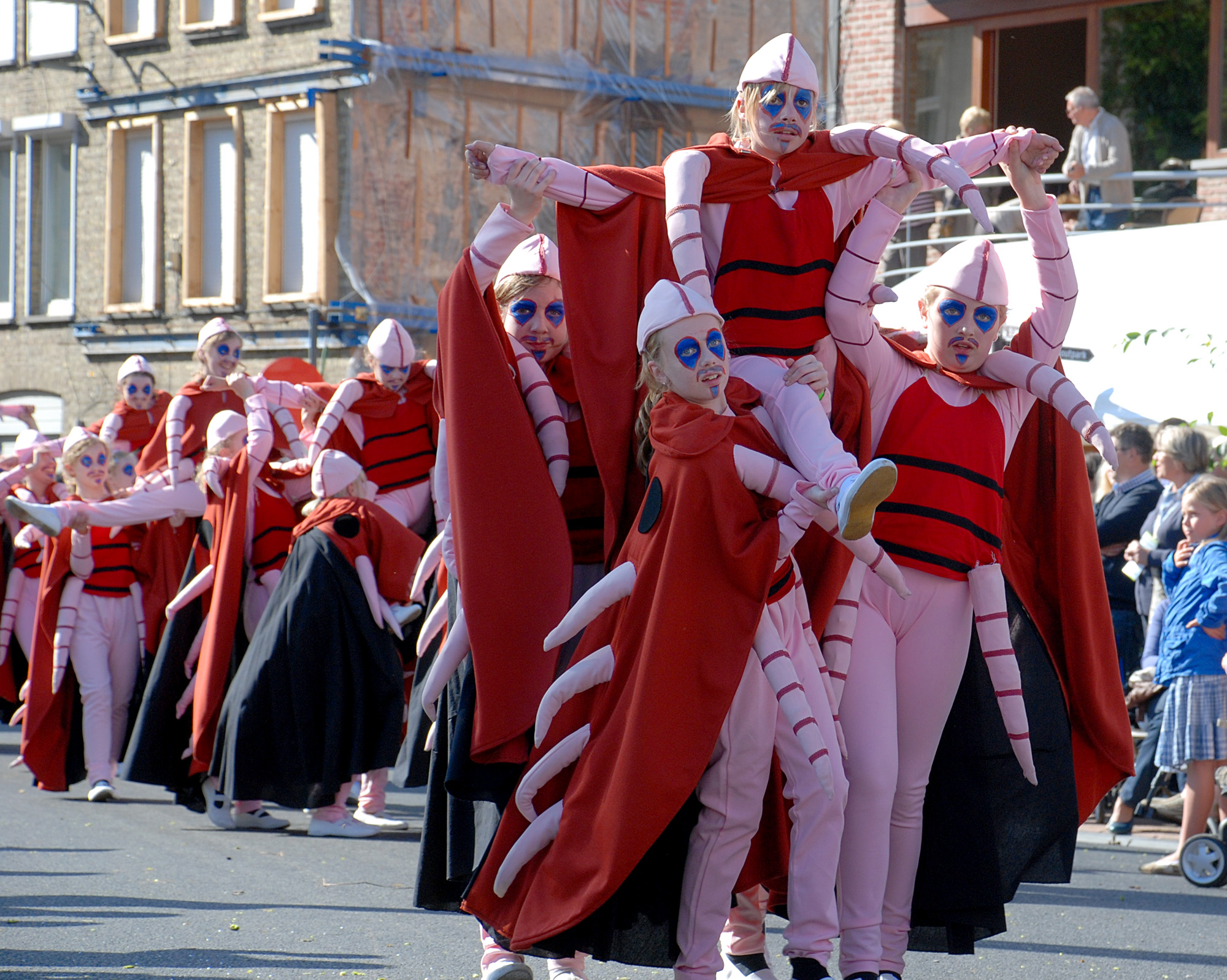
Rode Spinnen
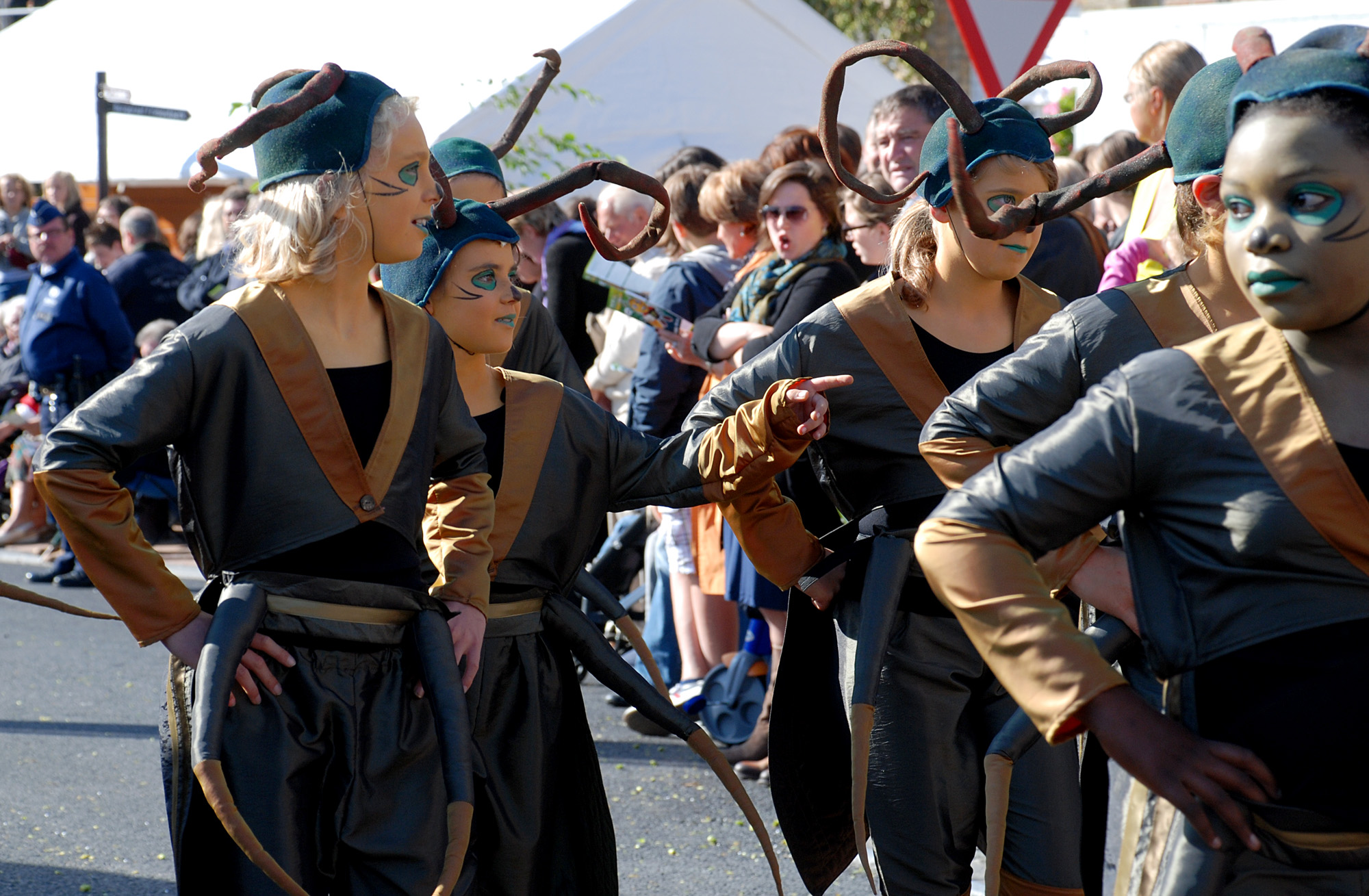
Aardvlooien
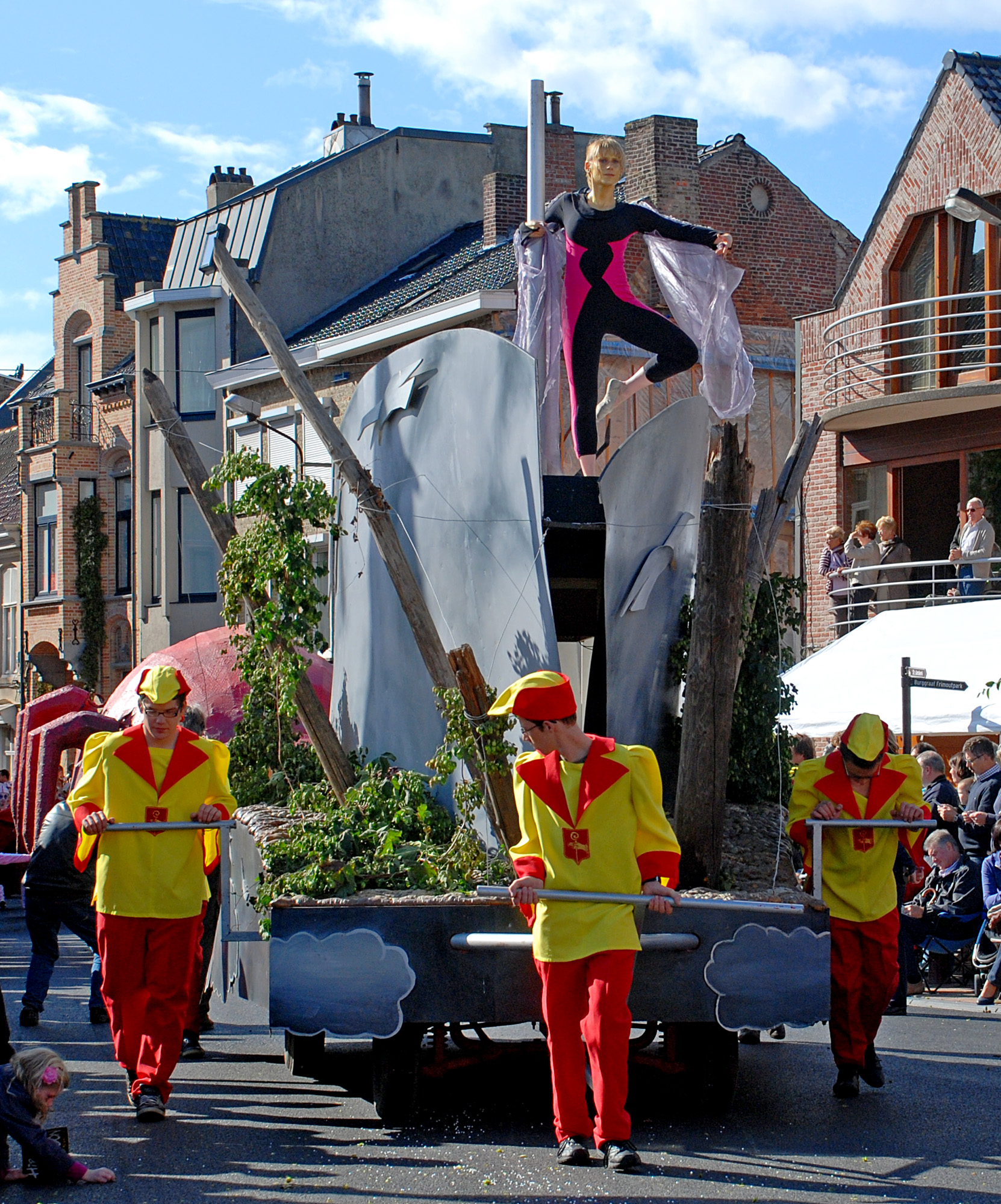
De wind
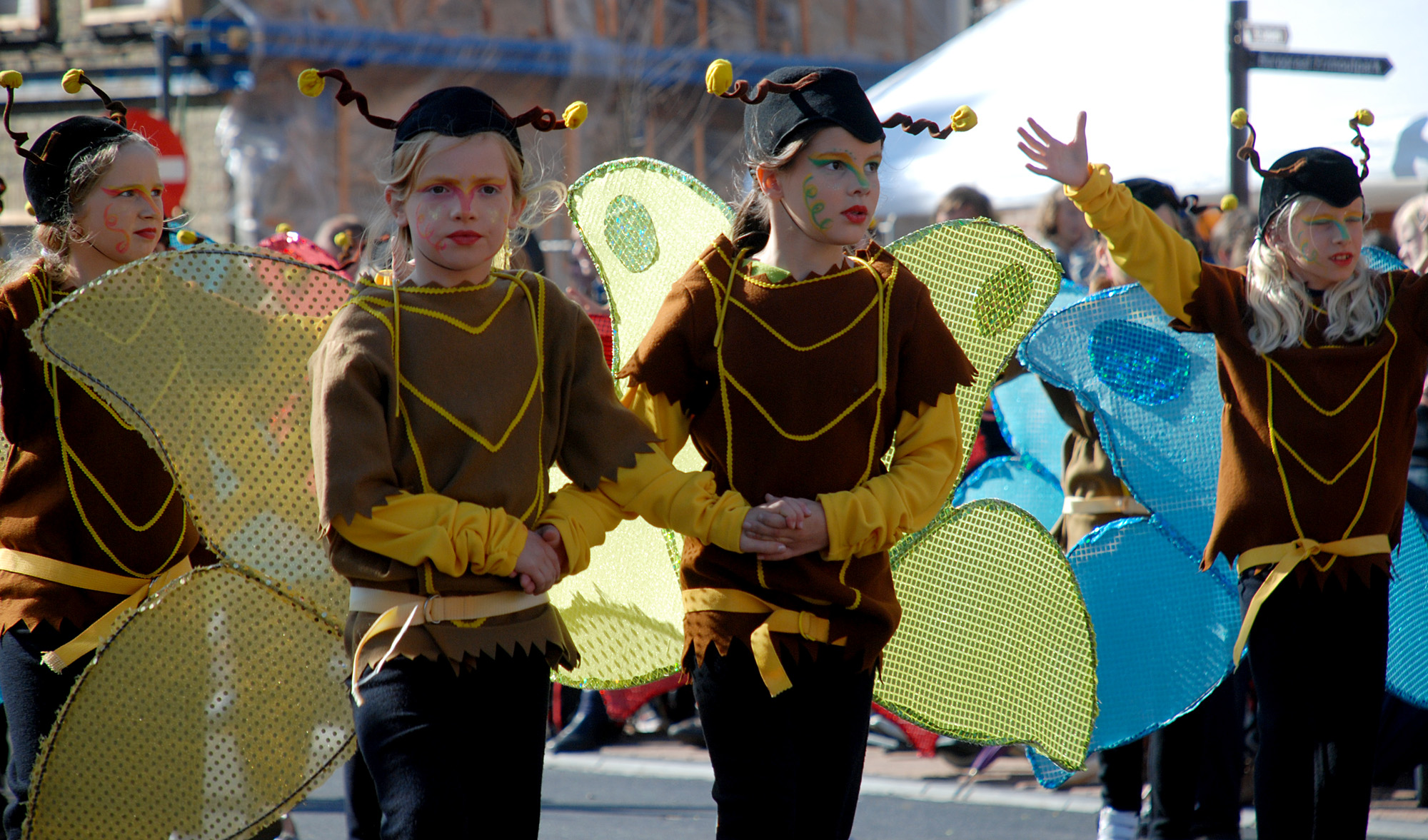
Vlinders

Tijdens de hoppestoet komen alle facetten van de hop en hoppeteelt aan bod.
- Hop in de geschiedenis
  - Pepijn de Korte: zijn schenkingsakte uit 786 vermeldt voor het eerst een hoptuin
  - Hop versus gruut bij het bierbrouwen
  - De Hertog van Bourgondië, Jan zonder Vrees, stichter van de Hoporde

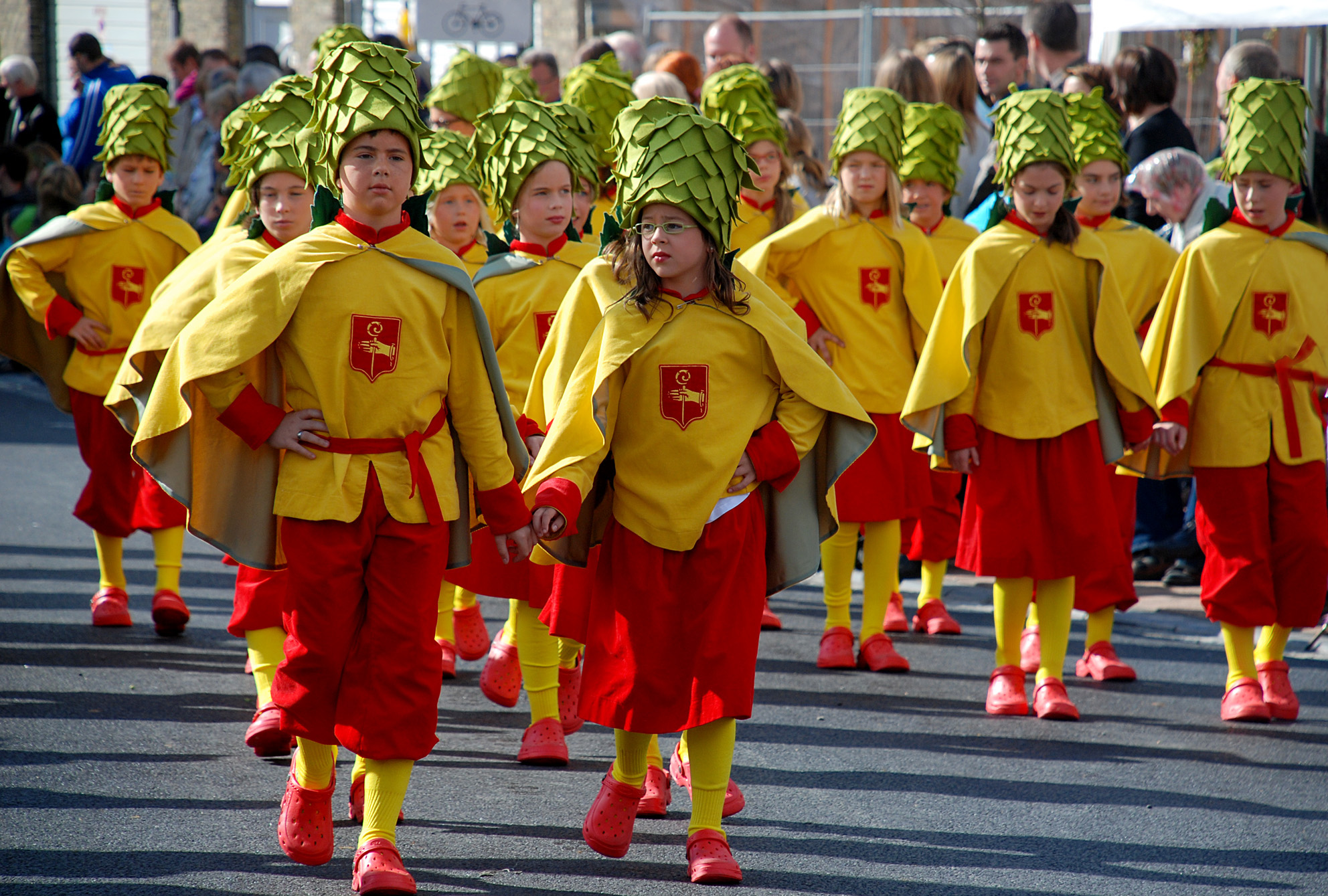
De hopbelletjes
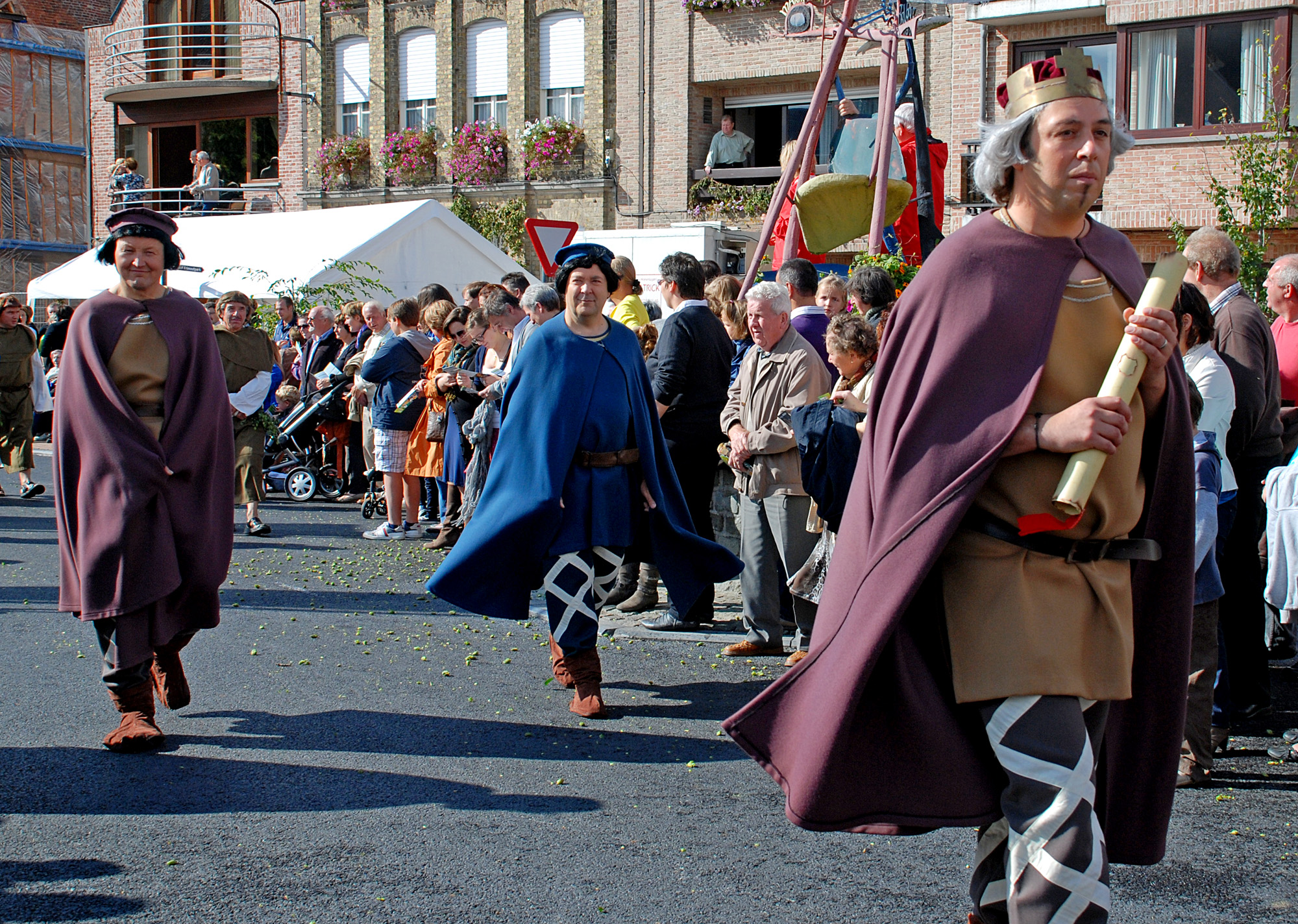
Pepijn de Korte
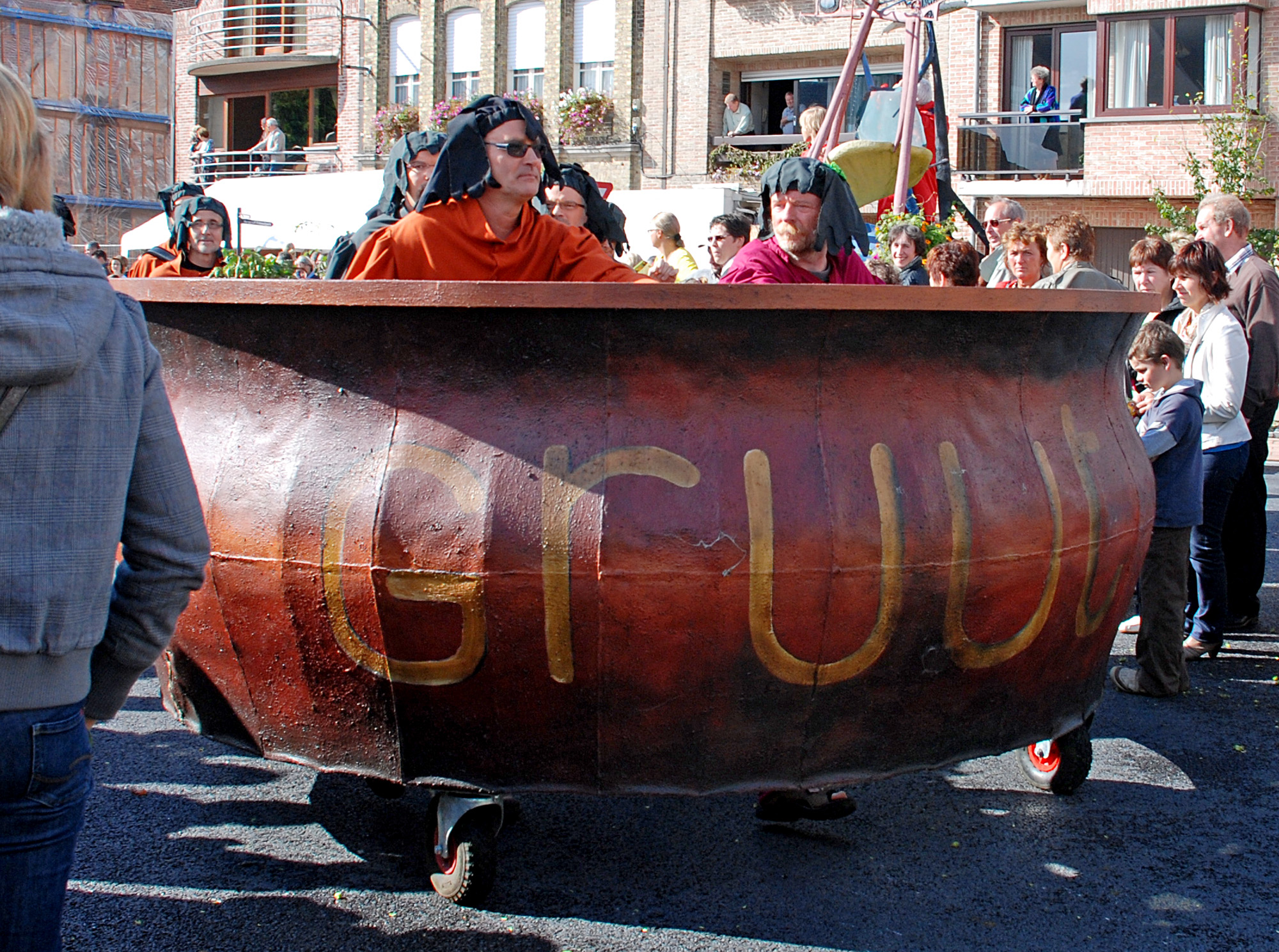
Gruut
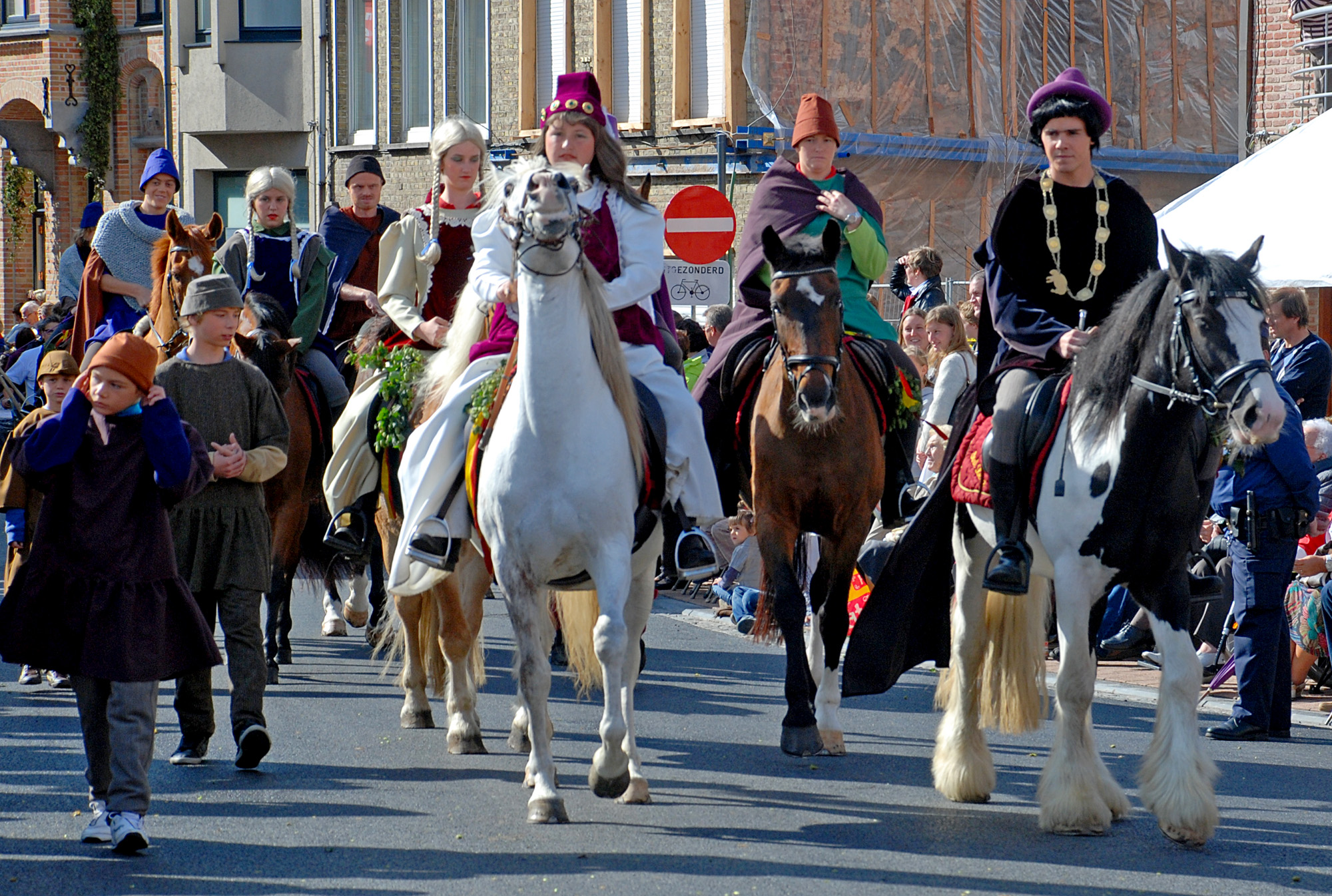
Jan zonder Vrees

- Activiteitencyclus van de hop
  - Aanleg hoppeveld door de kepermannen
  - Aanmaak van de hopklimdraden (voorbereiding in de winter)
  - Vastmaken van de klimdraden vanuit de hopkooi

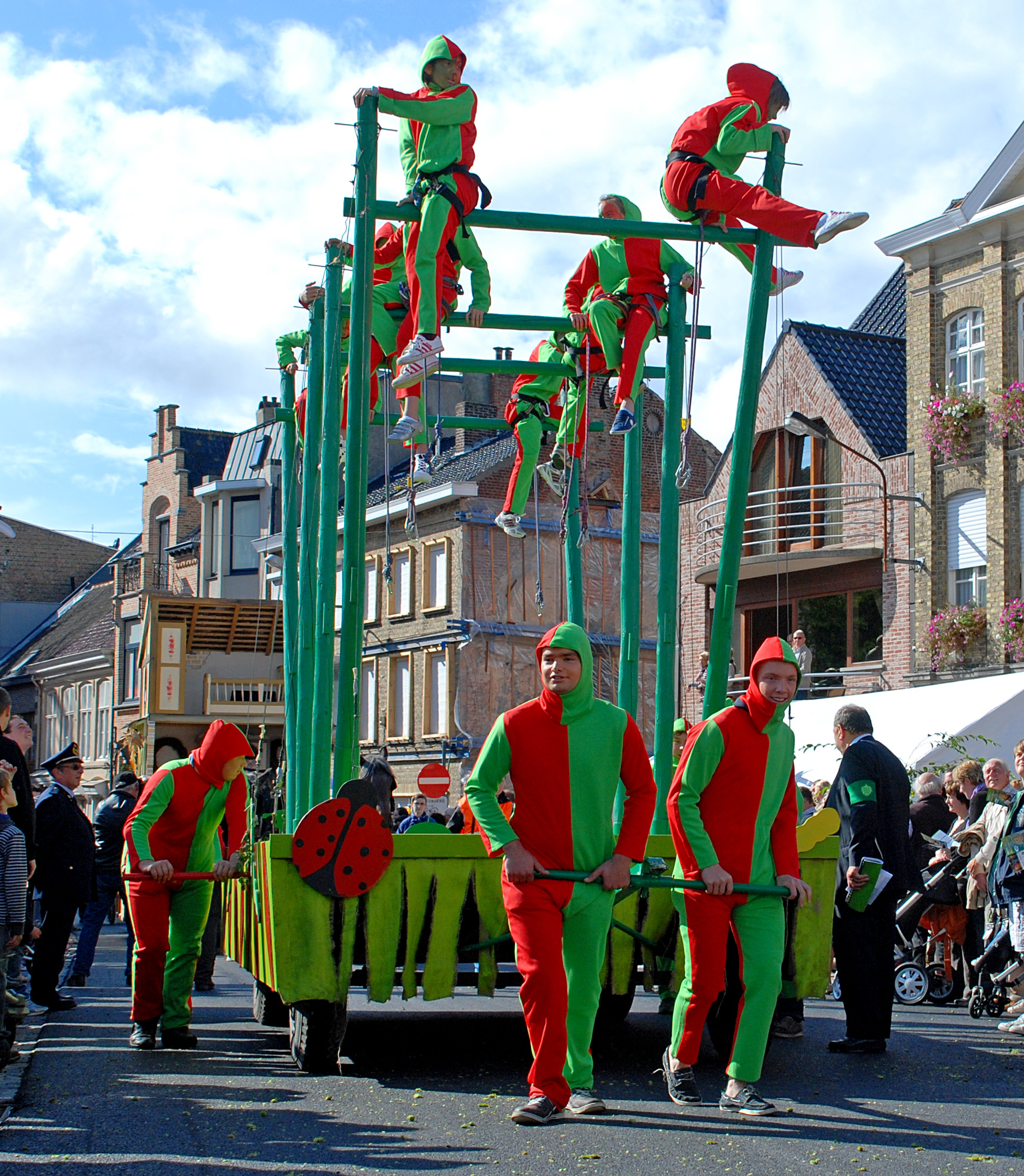
De keepermannen
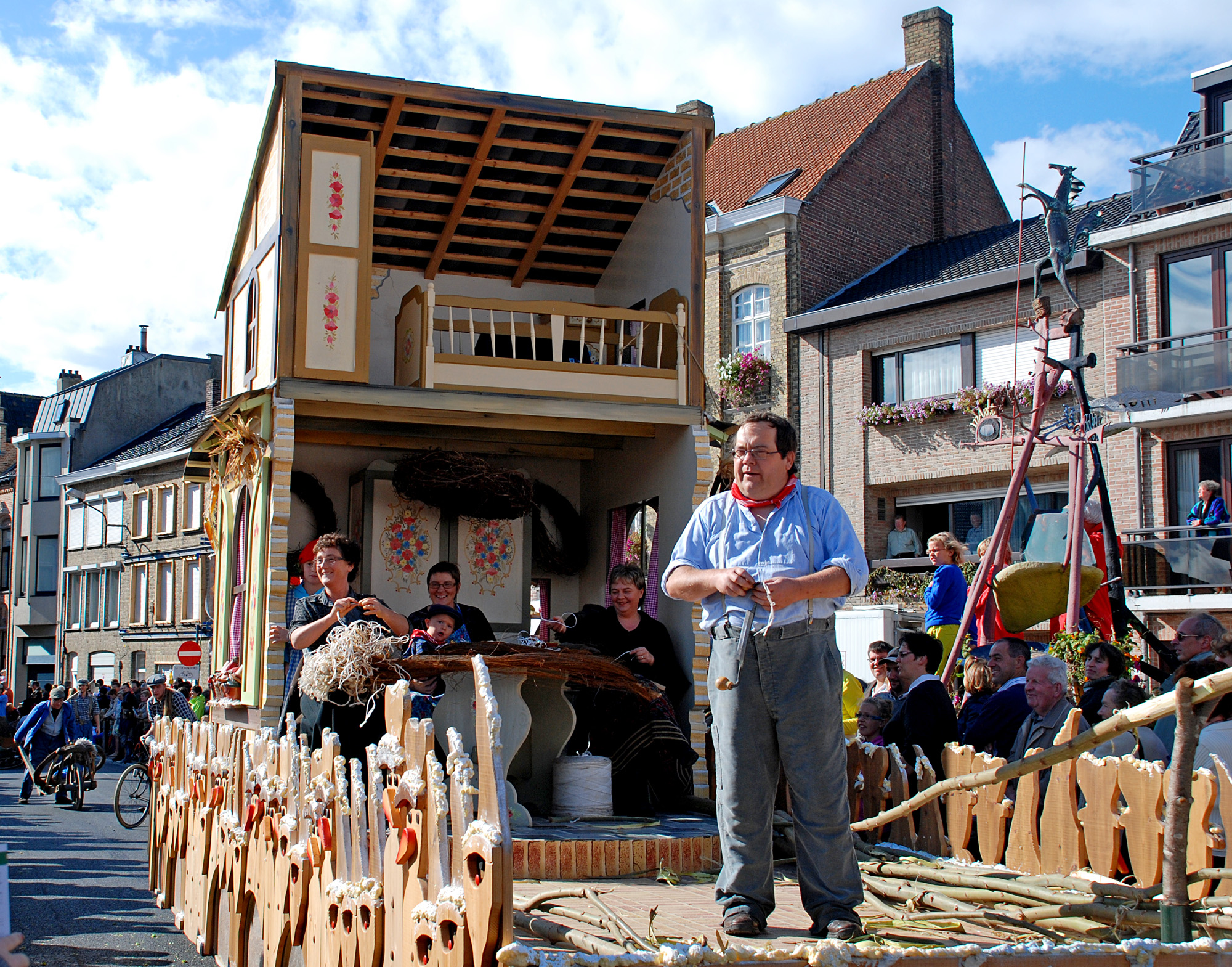
Klaarmaken klimdraden
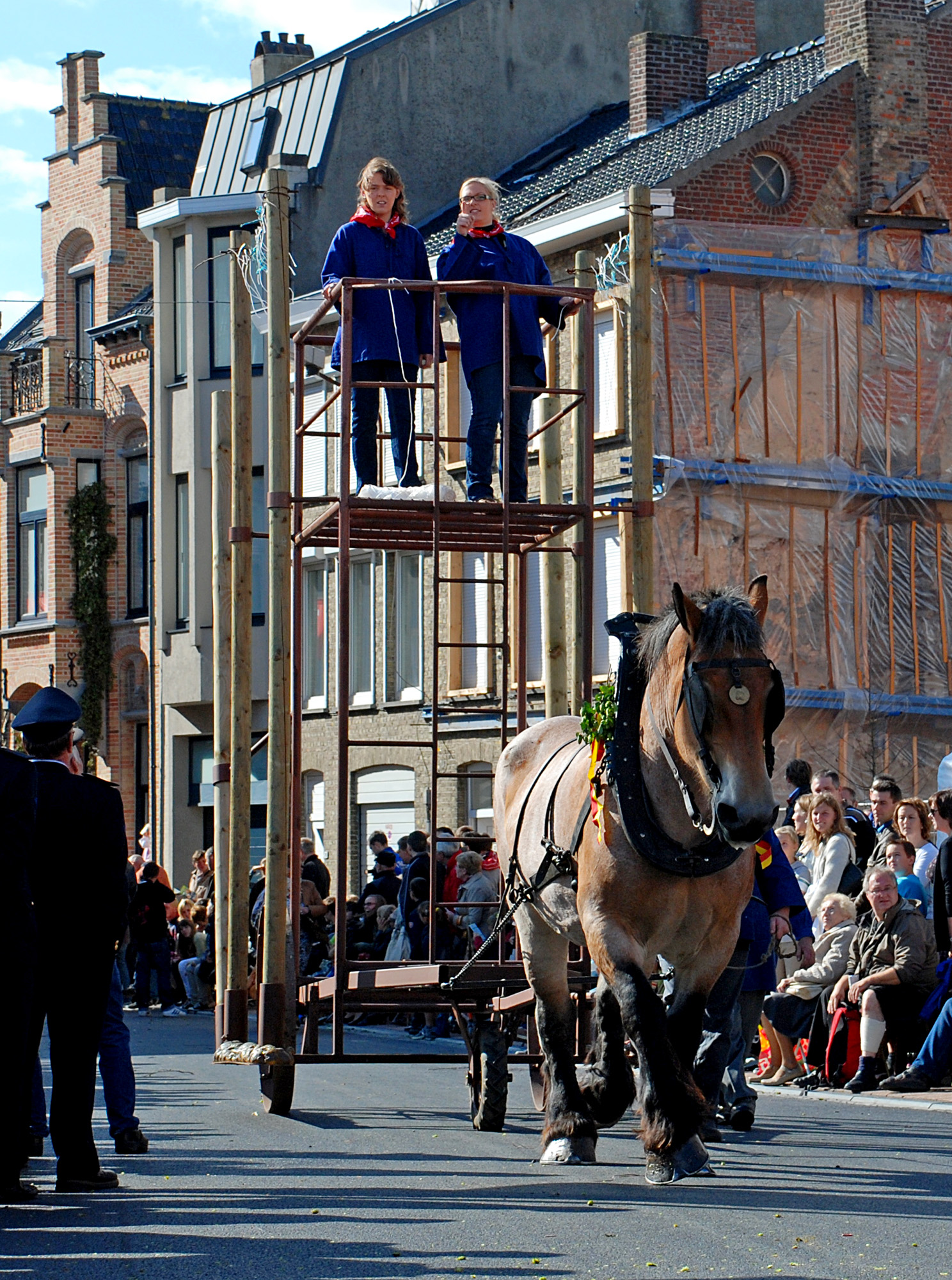
De hopkooi

- Vijanden van de hop
  - Rupsen
  - Bladluizen
  - De wind
  - Rode spinnen
  - Aardvlooien
  - Vlinders

- Rupsen
- Bladluizen
- Rode Spinnen
- Aardvlooien
- De wind
- Vlinders

- Vrienden van de hop
  - Libellen
  - Lieveheersbeestjes
  - Vogels

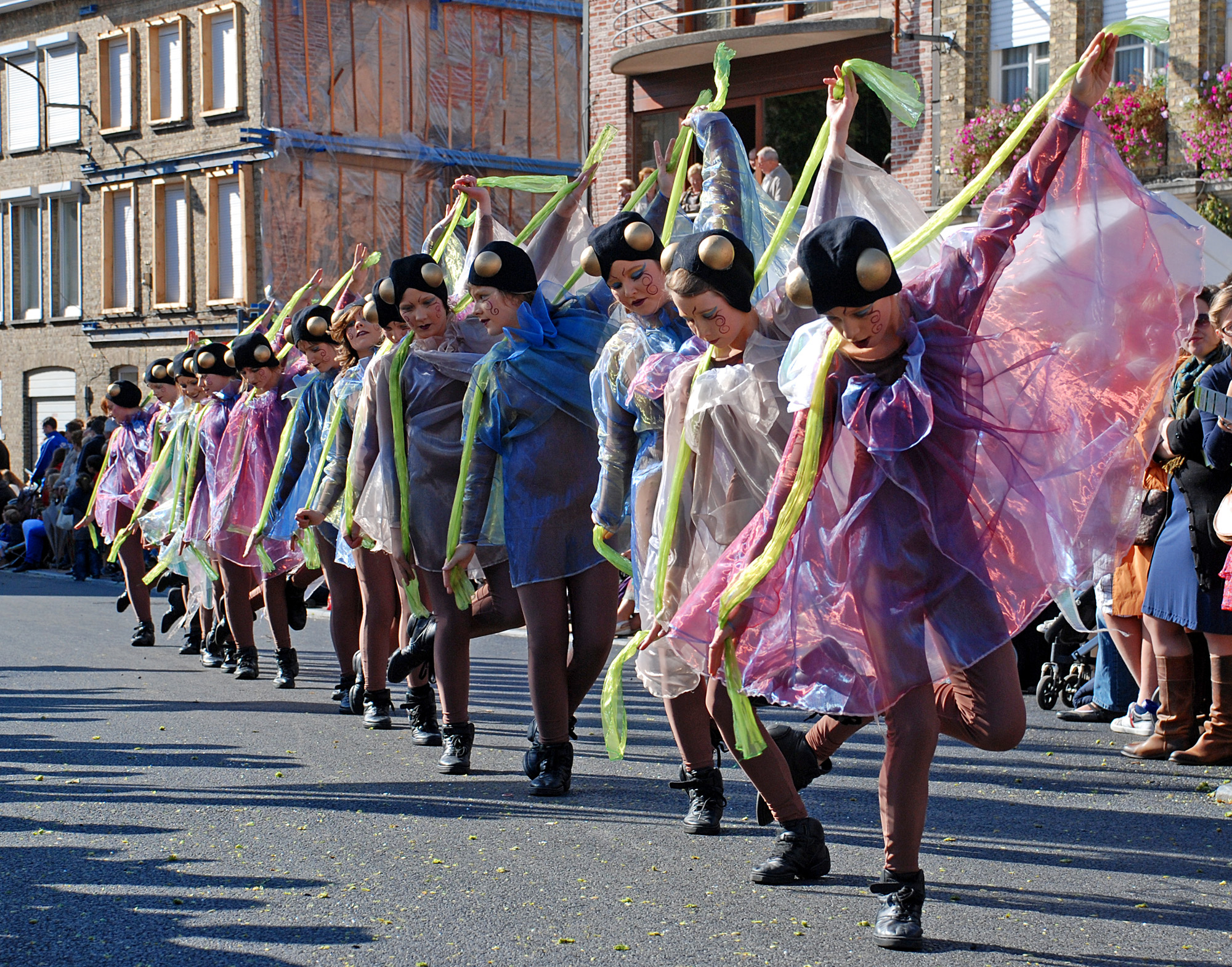
Libellen
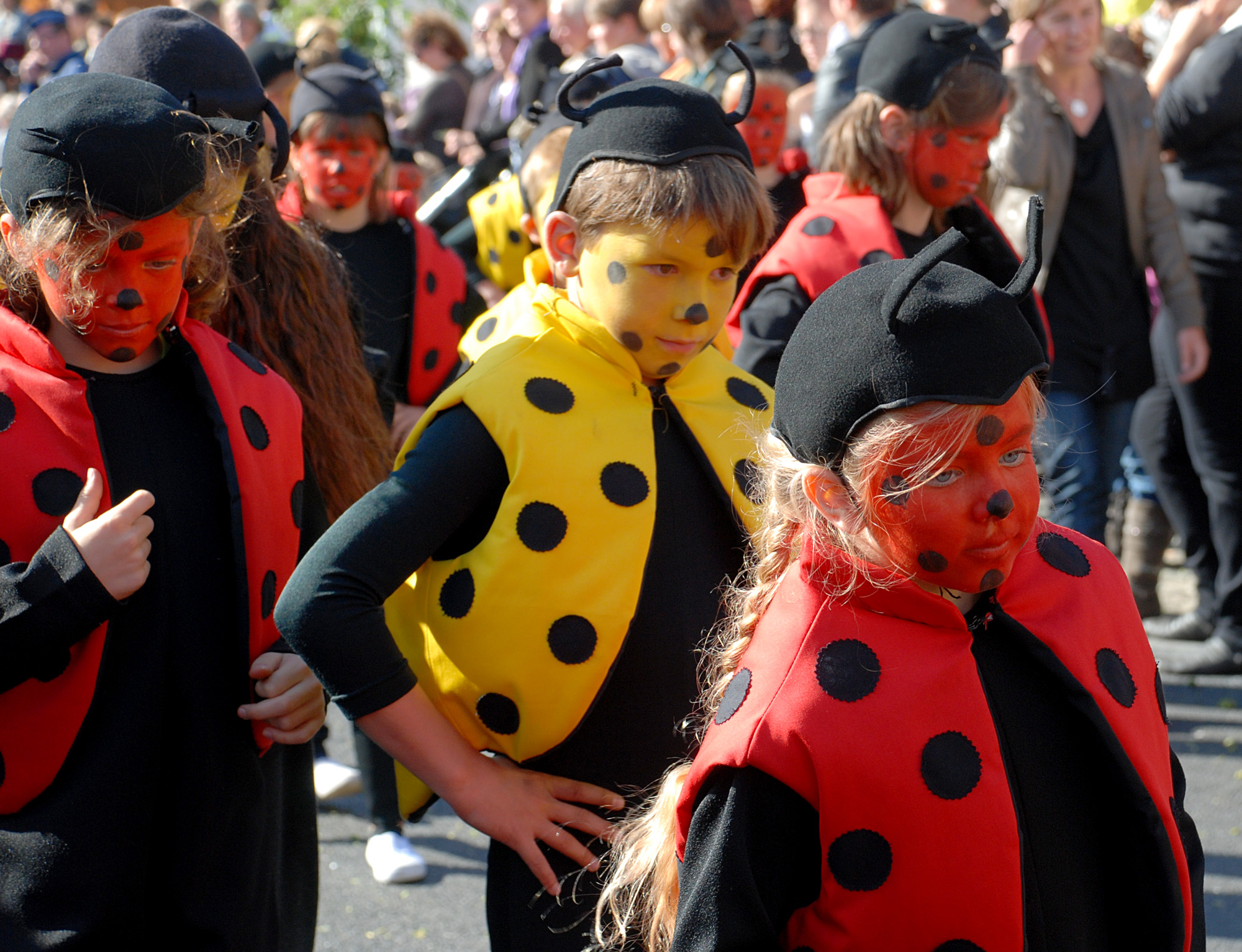
Lieveheersbeestjes (piepauwtjes)
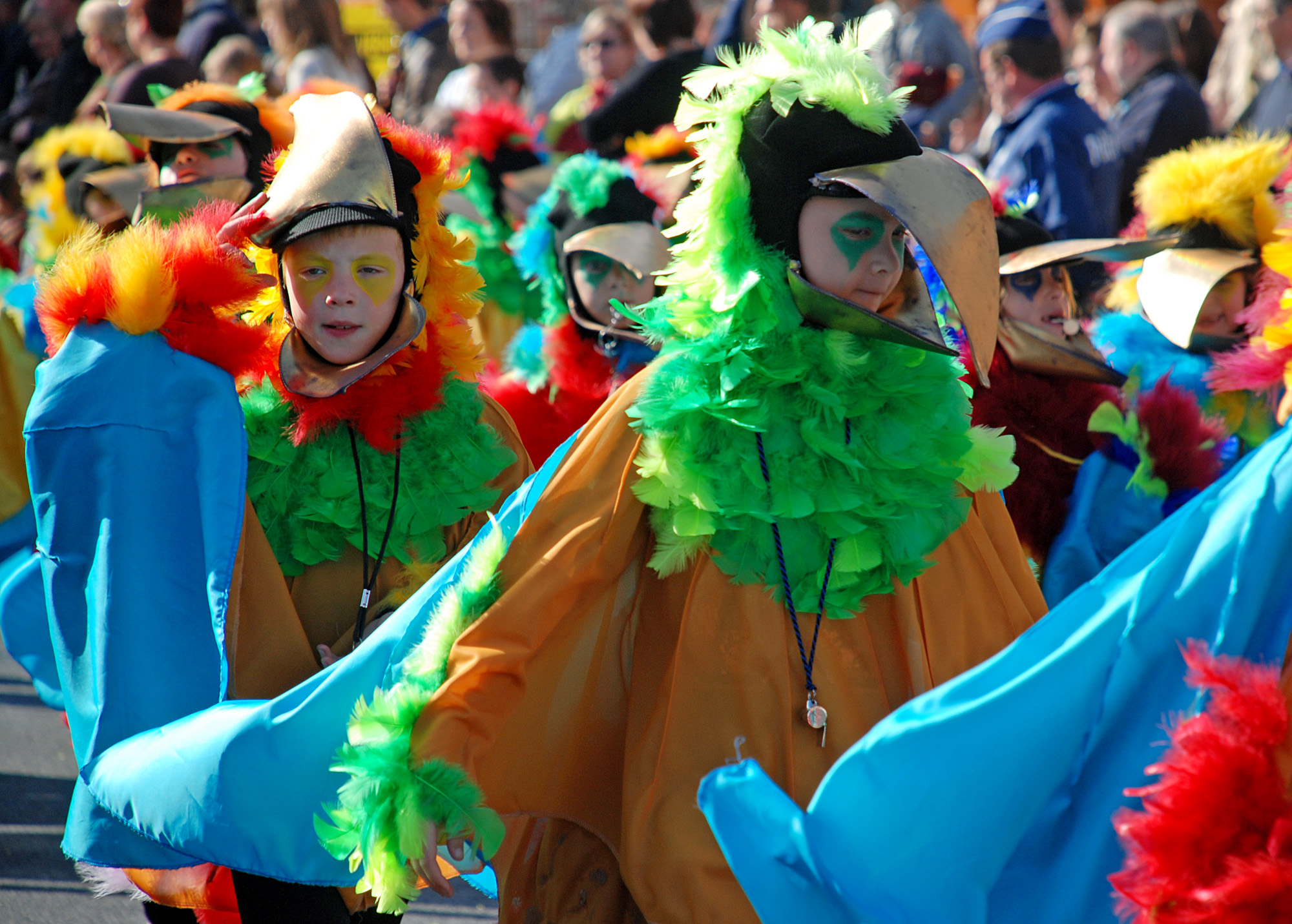
Vogels

- De hopoogst
  - Vrimde plokkers arriveren in Poperinge, kleine volksverhuizing
  - Handpluk
  - Weging in het hopveld
  - Droogast
  - Hommelpap (afsluiting hopoogst)
  - Levering aan de Stadsschaal

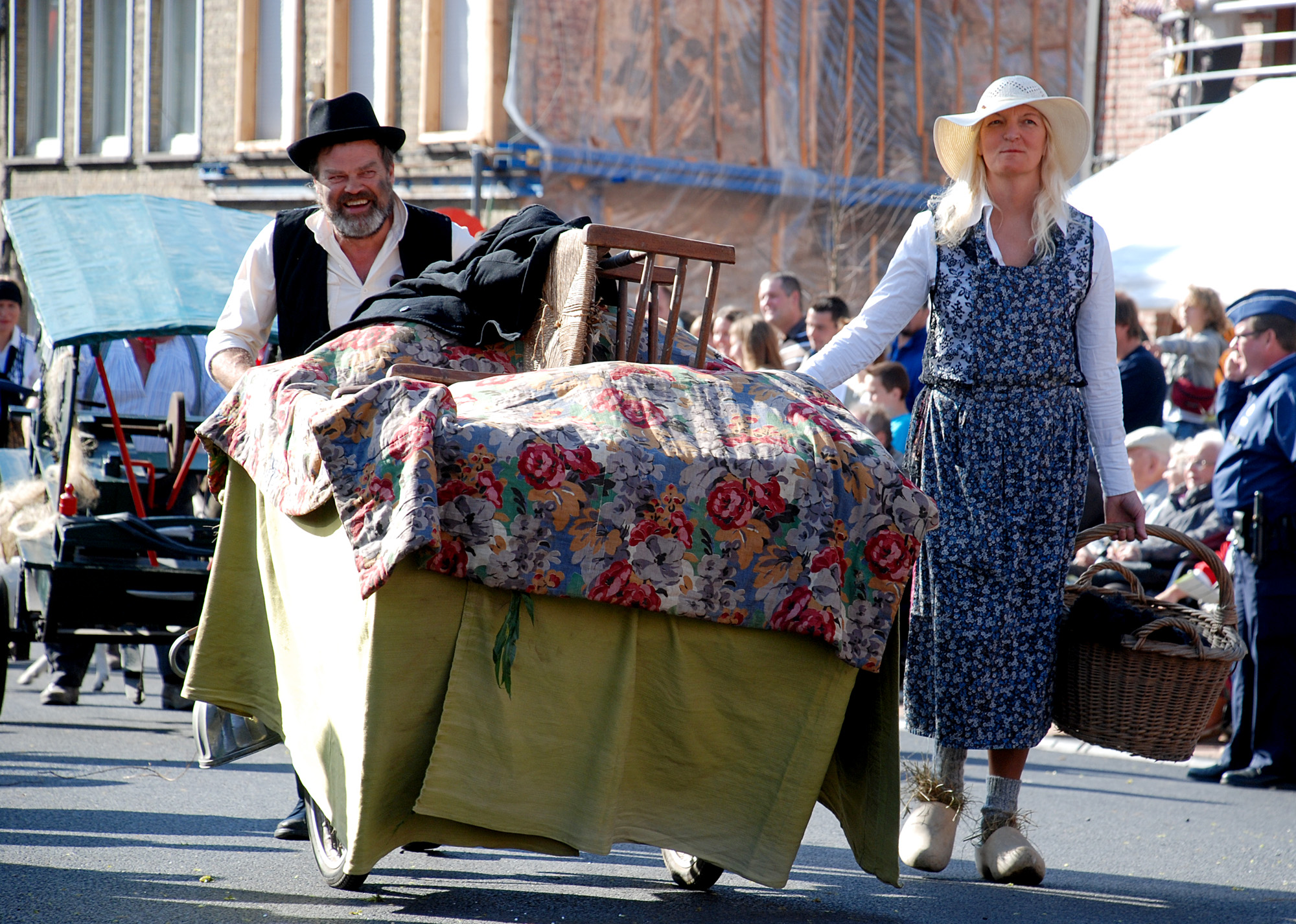
Vrimde plokkers
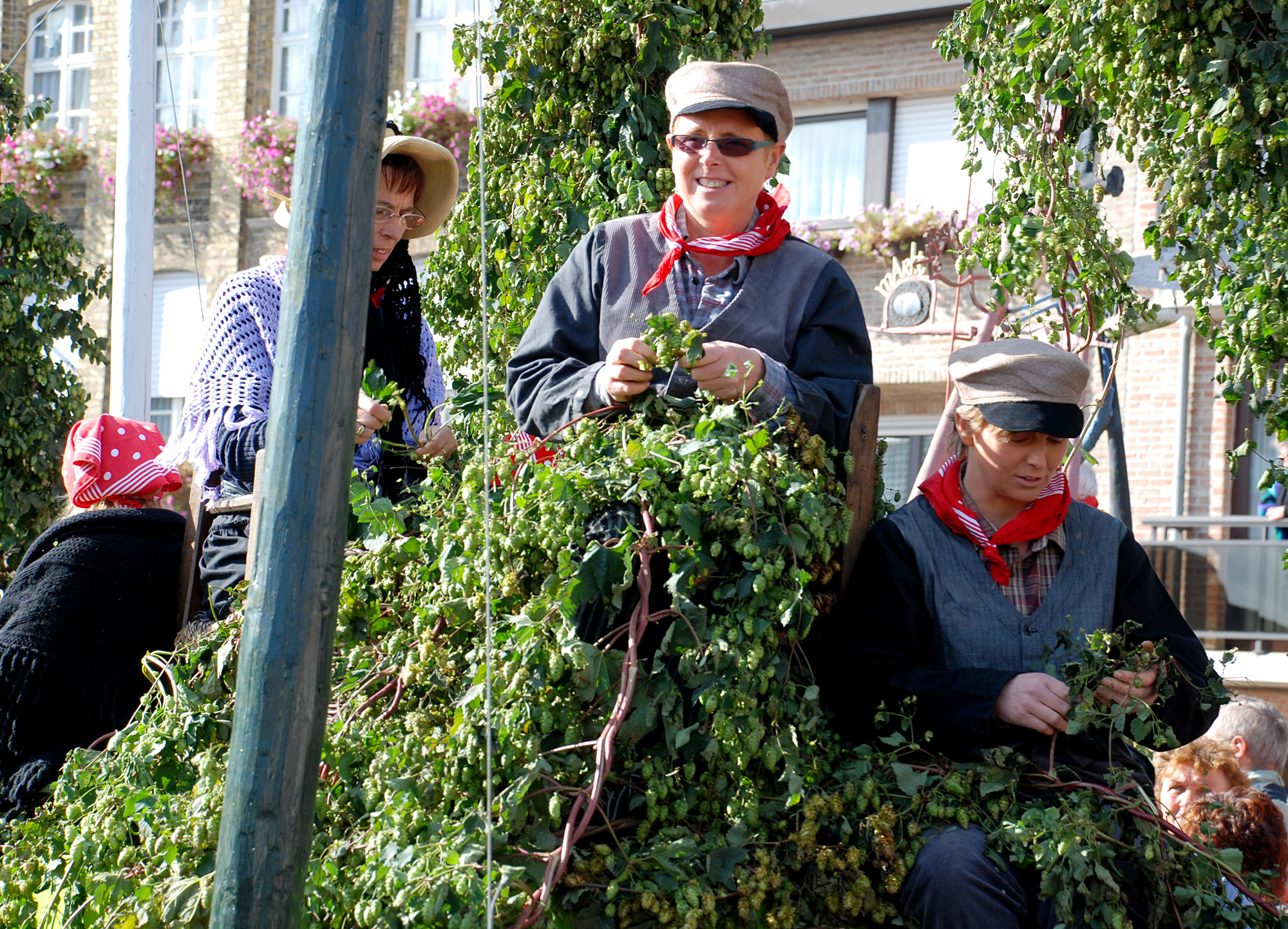
Handpluk
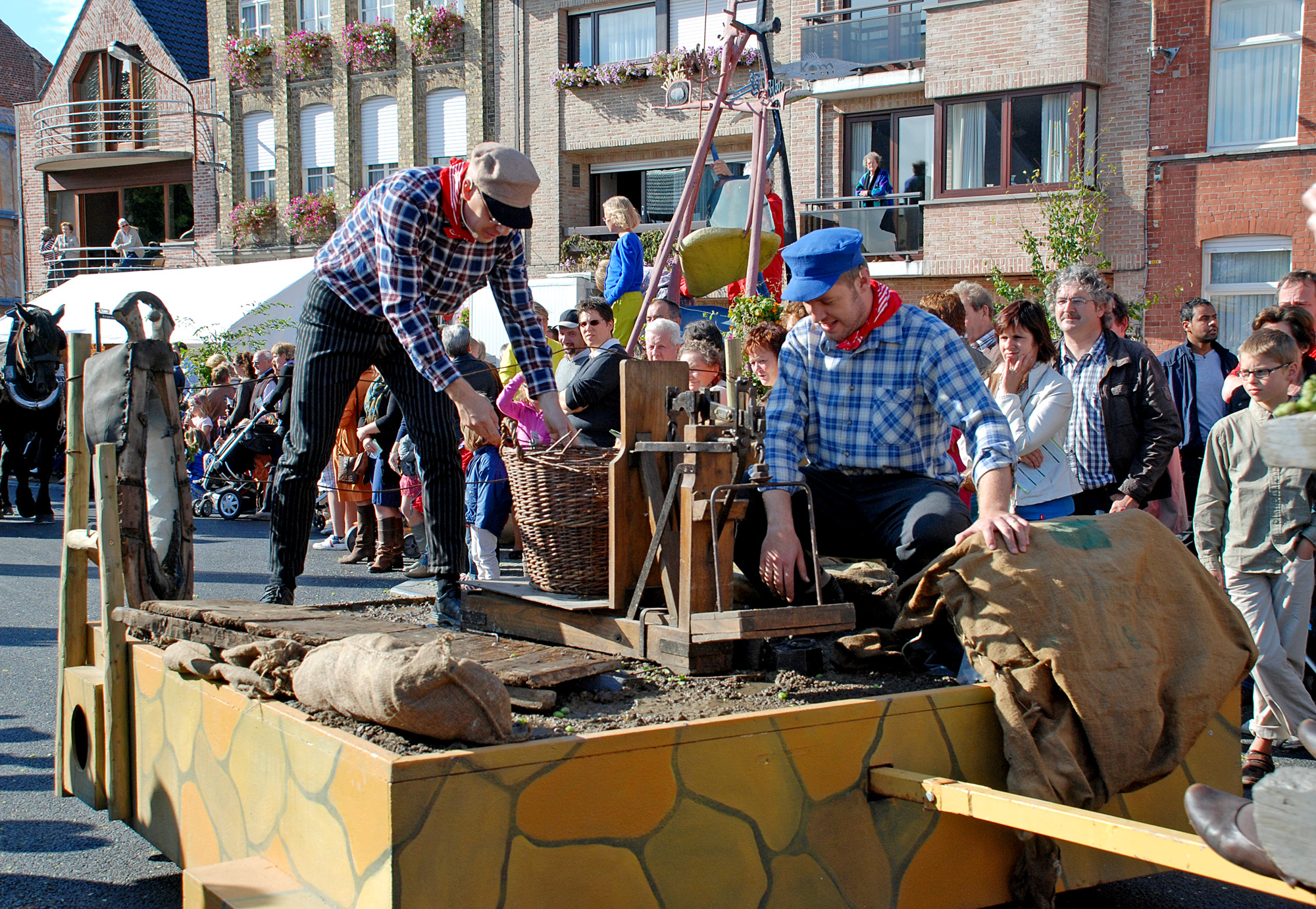
Weging in het hopveld
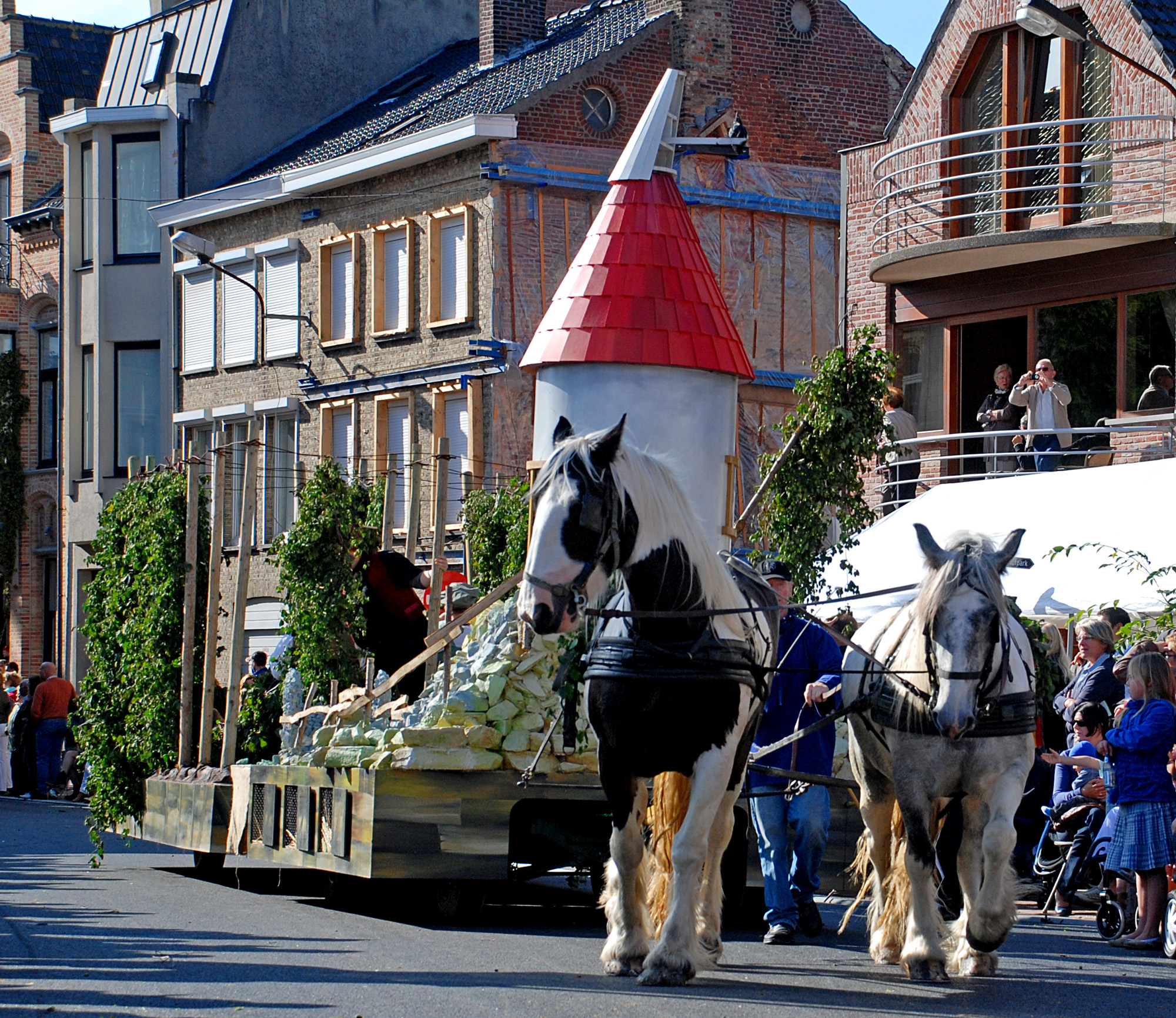
De droogast
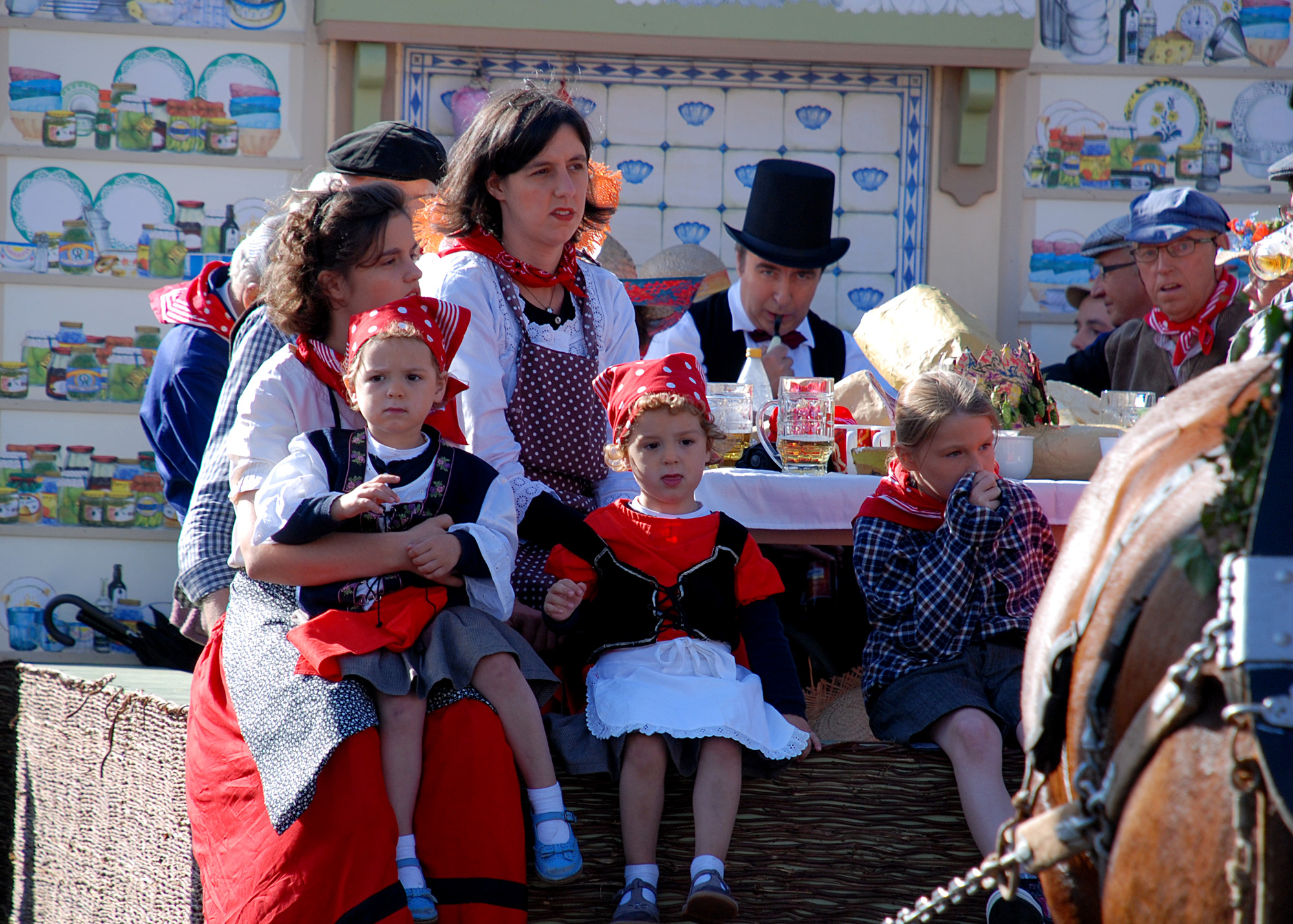
Hommelpapfeest
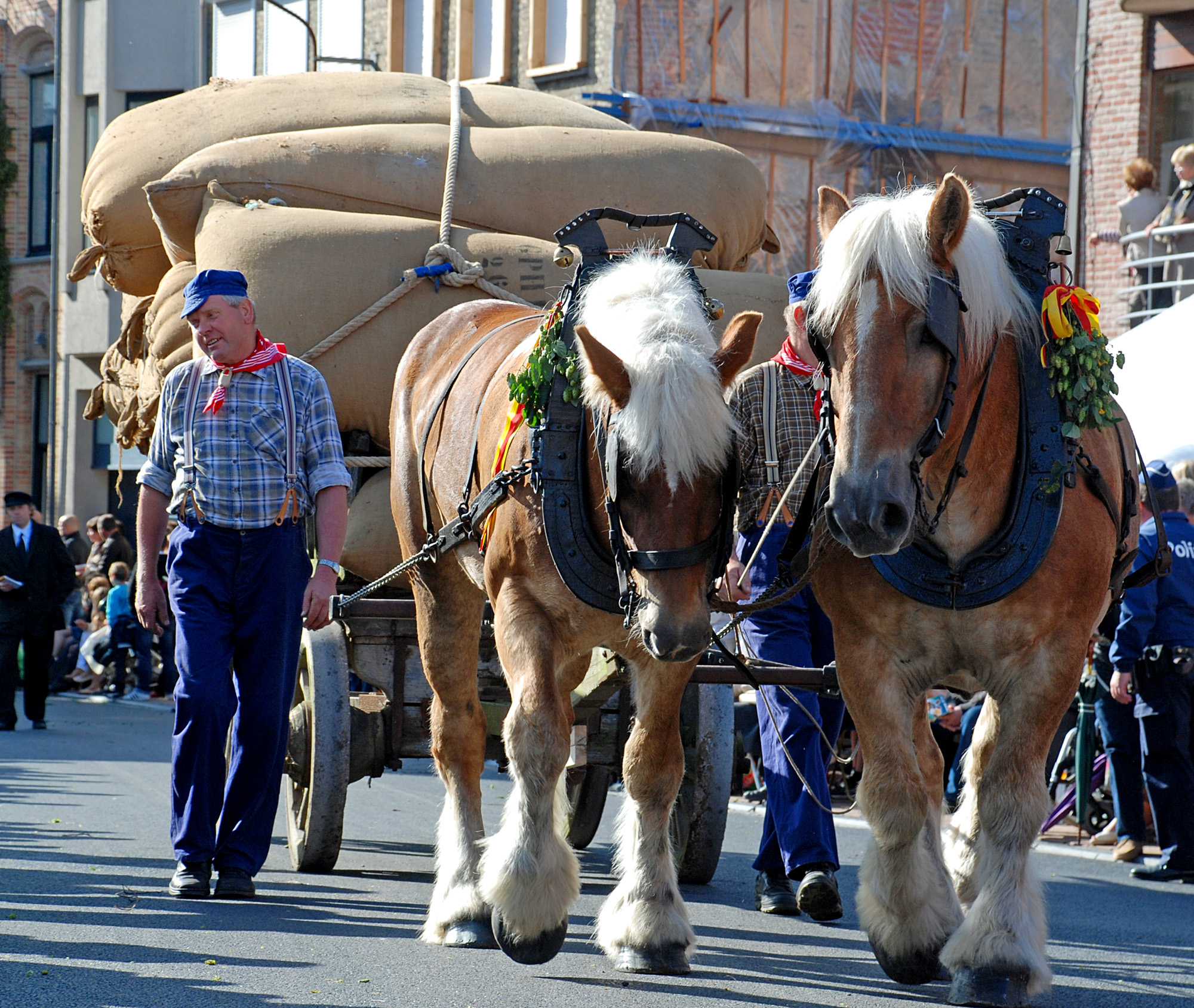
Hopbalen

- Hopverwerking
  - Brouwen - brouwersgilde
  - Leveringen door brouwerswagens
  - Andere hopproducten

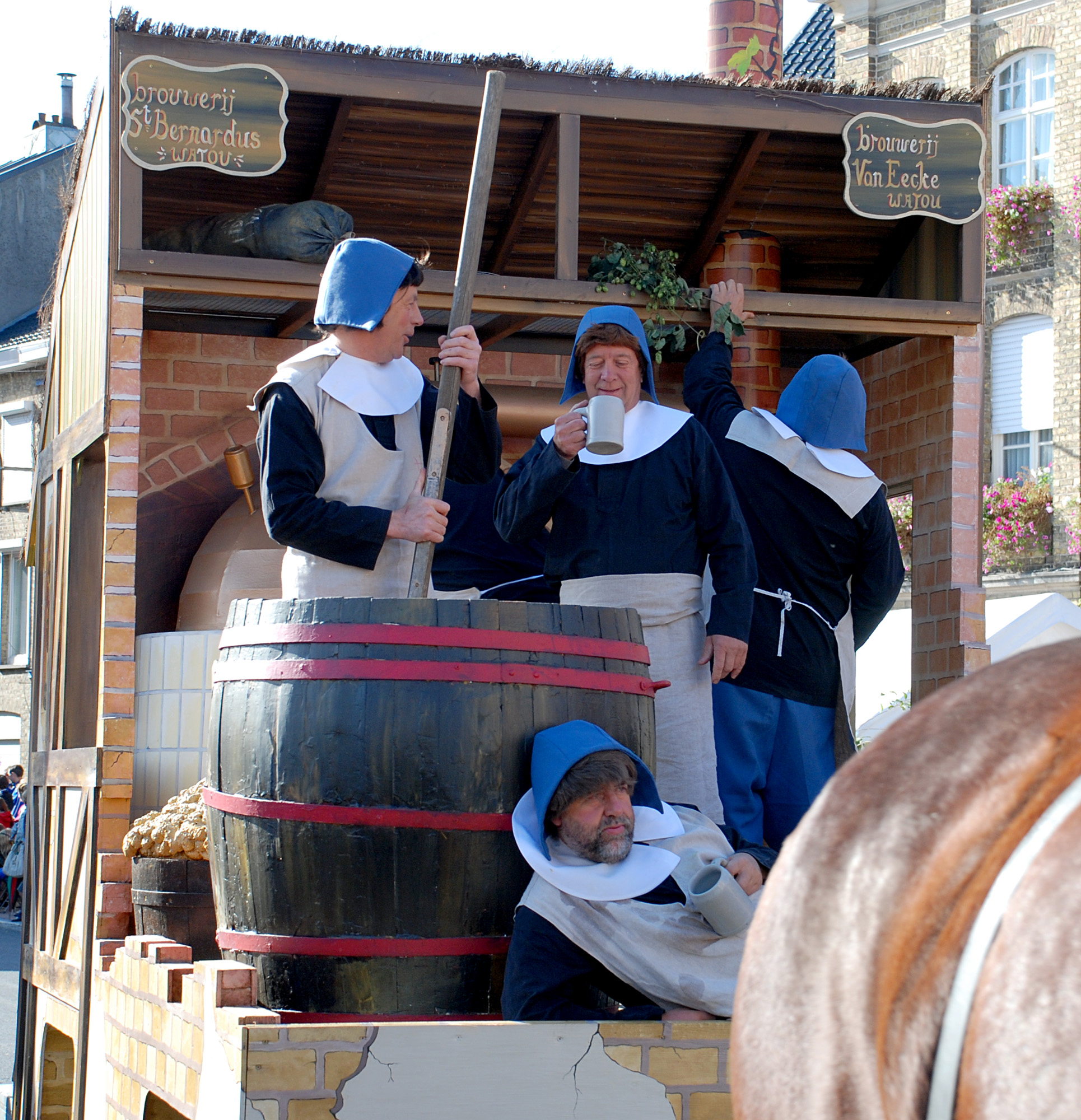
Bierbrouwen
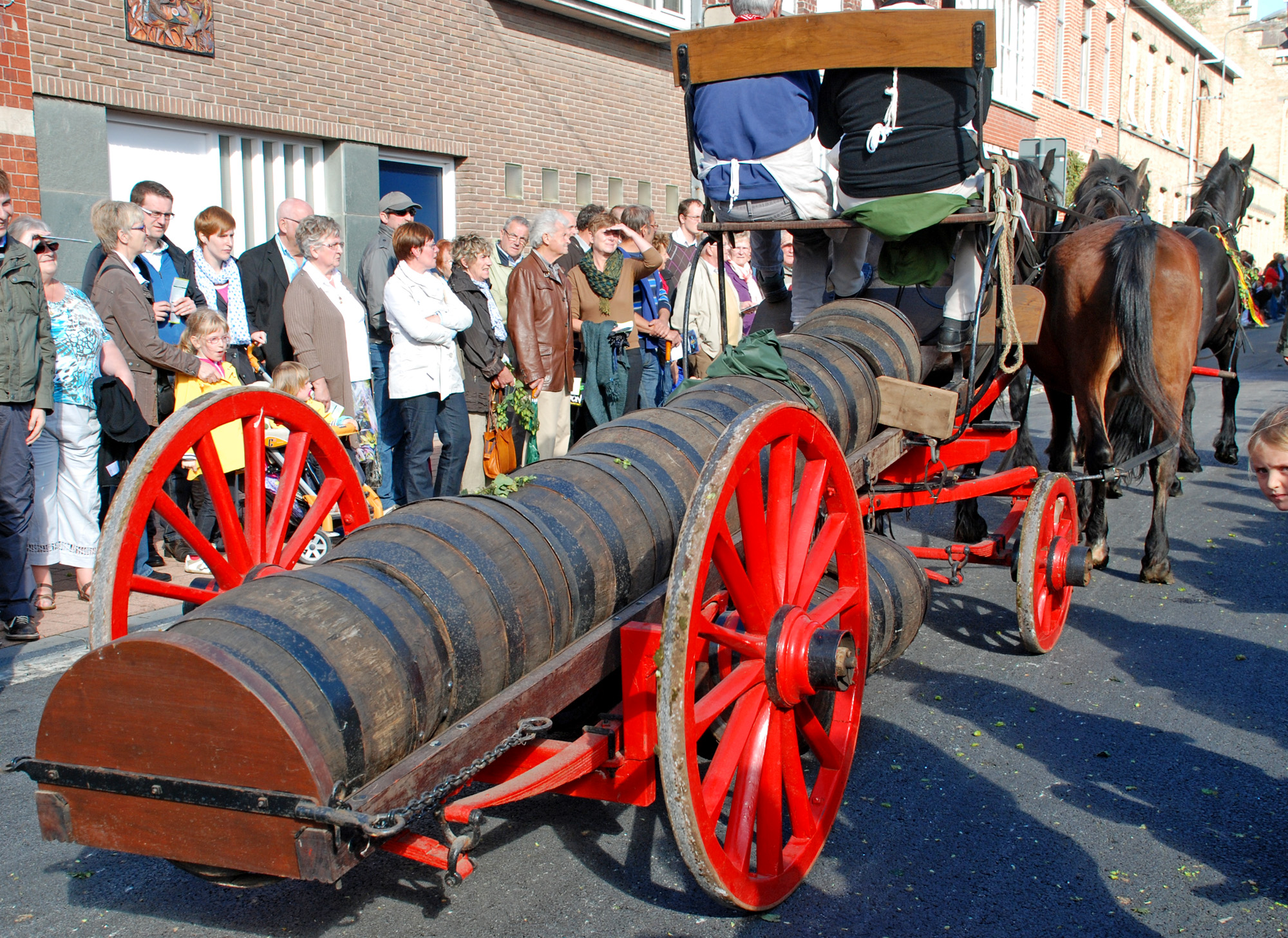
Vervoer biertonnen

- Triomf van de hop